# Higher Wheelton
Higher Wheelton – osada w Anglii, w hrabstwie Lancashire. Leży 10 km od miasta Preston, 41,7 km od miasta Lancaster i 296 km od Londynu. W 2016 miejscowość liczyła 679 mieszkańców.